# Vuelta a Costa Rica 2024
La Vuelta a Costa Rica 2024 fue la 58.ª edición de la Vuelta a Costa Rica, una competición de ciclismo en ruta que se celebró del 13 al 22 de diciembre de 2024 en Costa Rica, terminando con la tradición de que el final de la vuelta se dispute los 25 de diciembre. Esto como objetivo de tratar de que el calendario de la Vuelta sea valorado y compatible por las escuadras extranjeras. Ya que para esas fechas por lo general están en su periodo de vacaciones.  
La competencia dio inicio, como es costumbre, en la ciudad de Heredia en la provincia del Heredia y finalizó con la ya histórica etapa «Circuito Presidente» en la provincia de Heredia. El recorrido constó de un total de 10 etapas sobre una distancia de 1420 km. visitando todas las provincias de Costa Rica.
La carrera forma parte del UCI America Tour 2025 bajo la categoría 2.2.

## Equipos participantes
Para este magno evento deportivo se presentaran 6 equipos internacionales y 7 equipos nacionales donde destaca el equipo ecuatoriano Movistar-Best PC quienes han dominado este evento en los últimos 2 años y buscan un tercer año consecutivo ganado la competencia general y por equipos. También resalta el retorno del equipo Mexicano Canel's-Java  que en la edición anterior no pudo presentarse. Lamentablemente a 48 horas antes de iniciar la competición se informo que el equipo Colombiano Team Ángeles Hernández F Y F tuvo problemas con su patrocinador y por lo tanto no se presentaran en la competición dejando sin espacio de reacción a la federación para poder invitar a otro equipo. 

### Equipos
(*): No participaron.
| Nacionales                                            | Extranjeros                     |
| ----------------------------------------------------- | ------------------------------- |
| Colono Bikestation Kölbi                              | Movistar Best PC                |
| 7C Economy                                            | Selección de Panamá             |
| Team Costa Frut Giant AC Marriot Belen                | Team Ángeles Hernández F Y F *  |
| Ciclo Café – Coffee Expert – Repuestos Mena – Volcano | Selección Guatemala             |
| Distribuidora Cruz Tecnoforest Trama                  | Canel's-Java                    |
| Team CMS Prefabricados San Carlos                     | BTR Racing                      |
| Selección de Costa Rica                               | Stichting Universe Cycling Team |

## Recorrido
| Etapa      | Fecha     | Recorrido                                     | type                   | Distancia (km) | Ganador                   | Líder            |
| ---------- | --------- | --------------------------------------------- | ---------------------- | -------------- | ------------------------- | ---------------- |
| 1.ª etapa  | 13 de dic | Heredia – Liberia                             | etapa llana            | 198,7          | John Borstelman           | John Borstelman  |
| 2.ª etapa  | 14 de dic | Liberia – Quesada                             | etapa escarpada        | 215            | Alejandro Granados        | Luis Daniel Oses |
| 3.ª etapa  | 15 de dic | Quesada – Paraíso                             | etapa de media montaña | 223            | José Canastuj             | Luis Daniel Oses |
| 4.ª etapa  | 16 de dic | Orotina – Quepos                              | etapa llana            | 102            | Byron Guamá               | Luis Daniel Oses |
| 5.ª etapa  | 17 de dic | Quepos – Golfito                              | etapa llana            | 188            | Cormac McGeough           | Luis Daniel Oses |
| 6.ª etapa  | 18 de dic | Ciudad Neily – San Vito                       | cronoescalada          | 32             | Gabriel Rojas             | Luis Daniel Oses |
| 7.ª etapa  | 19 de dic | Ciudad Neily – Buenos Aires                   | etapa escarpada        | 137            | Donovan Ramírez           | Luis Daniel Oses |
| 8.ª etapa  | 20 de dic | San Isidro de El General – Cantón de Oreamuno | etapa de montaña       | 119            | Donovan Ramírez           | Luis Daniel Oses |
| 9.ª etapa  | 21 de dic | Cantón de Naranjo – Cantón de Naranjo         | etapa de montaña       | 107            | Jymmi Santiago Montenegro | Luis Daniel Oses |
| 10.ª etapa | 22 de dic | Heredia – Heredia                             | etapa llana            | 99             | Pablo Mudarra             | Luis Daniel Oses |

### Clasificación general
| \| Clasificación general \| Clasificación general \| Clasificación general \| Clasificación general \| Clasificación general \| \| Ciclista \| Ciclista \| Equipo \| Tiempo \| \| \| --------------------- \| ------------------------- \| ----------------------------------- \| --------------------- \| --------------------- \| \| 1.º \| Luis Daniel Oses[5] \| 7C-Economy-Lacoinex \| 36 h 27 min 15 s \| \| \| 2.º \| Joseph Ramírez \| Team CMS - Prefabricados San Carlos \| + 30 s \| \| \| 3.º \| Alejandro Granados \| Telco,m-On Clima-Osés \| + 2 min 29 s \| \| \| 4.º \| Jymmi Santiago Montenegro \| Best PC \| + 3 min 04 s \| \| \| 5.º \| Daniel Bonilla \| Colono - Bikestation - Kölbi \| + 3 min 23 s \| \| \| 6.º \| Sergio Geovani Chumil \| Burgos-BH \| + 3 min 40 s \| \| \| 7.º \| Josué González \| 7C-Economy-Lacoinex \| + 4 min 11 s \| \| \| 8.º \| Byron Guamá \| Best PC \| + 5 min 43 s \| \| \| 9.º \| Sergio Arias \| Colono - Bikestation - Kölbi \| + 9 min 22 s \| \| \| 10.º \| Lars Quaedvlieg \| Universe Cycling Team \| + 11 min 54 s \| \| |                           |                                     |                  |
| |                           |                                     |                  |
| Fuente: ProCyclingStats |                           |                                     |                  |
| Clasificación general |                           |                                     |                  |
| Ciclista | Ciclista                  | Equipo                              | Tiempo           |
| 1.º | Luis Daniel Oses          | 7C-Economy-Lacoinex                 | 36 h 27 min 15 s |
| 2.º | Joseph Ramírez            | Team CMS - Prefabricados San Carlos | + 30 s           |
| 3.º | Alejandro Granados        | Telco,m-On Clima-Osés               | + 2 min 29 s     |
| 4.º | Jymmi Santiago Montenegro | Best PC                             | + 3 min 04 s     |
| 5.º | Daniel Bonilla            | Colono - Bikestation - Kölbi        | + 3 min 23 s     |
| 6.º | Sergio Geovani Chumil     | Burgos-BH                           | + 3 min 40 s     |
| 7.º | Josué González            | 7C-Economy-Lacoinex                 | + 4 min 11 s     |
| 8.º | Byron Guamá               | Best PC                             | + 5 min 43 s     |
| 9.º | Sergio Arias              | Colono - Bikestation - Kölbi        | + 9 min 22 s     |
| 10.º | Lars Quaedvlieg           | Universe Cycling Team               | + 11 min 54 s    |

### Clasificación por puntos
| Posición         | Ciclista         | Equipo                                    | Puntos |
| ---------------- | ---------------- | ----------------------------------------- | ------ |
| Líder por puntos | Ignacio Prado    | CANELS - JAVA                             | 61     |
| 2.º              | John Borstelmann | BTR RACING TEAM                           | 41     |
| 3.º              | Joseph Ramirez   | Team CMS-Prefabricados San Carlos-Hyundai | 41     |

### Clasificación de la montaña
| Posición            | Ciclista               | Equipo                                 | Puntos |
| ------------------- | ---------------------- | -------------------------------------- | ------ |
| Líder de la montaña | Sebastián Moya Ramírez | Distribuidora Cruz Tecnoforest Atomica | 35     |
| 2.º                 | Brian Salas            | TEAM COSTA FRUT GIANT                  | 23     |
| 3.º                 | Jose David Canastuj    | SELECCIÓN DE GUATEMALA                 | 22     |

### Clasificación sub-23
| Posición            | Ciclista           | Equipo                              | Puntos           |
| ------------------- | ------------------ | ----------------------------------- | ---------------- |
| Líder de los sub-23 | Joseph Ramirez     | Team CMS - Prefabricados San Carlos | 36 h 27 min 45 s |
| 2.º                 | Alejandro Granados | COLONO BIKESTATION KOLBI            | a 1 min 59 s     |
| 3.º                 | Gabriel Pacheco    | TEAM COSTA FRUT GIANT               | a 26 min 23 s    |

### Clasificación de las metas volantes
| Posición                    | Ciclista        | Equipo          | Puntos |
| --------------------------- | --------------- | --------------- | ------ |
| Líder de las metas volantes | Ignacio Prado   | CANELS - JAVA   | 43     |
| 2º                          | Cormac Mcgeough | CANELS - JAVA   | 20     |
| 3º                          | John Borstelman | BTR RACING TEAM | 15     |

### Clasificación por equipos
| Posición          | Equipo                   | Tiempo            |
| ----------------- | ------------------------ | ----------------- |
| Líder por equipos | COLONO BIKESTATION KOLBI | 109:22:13         |
| 2.º               | 7C - Economy - Lacoinex  | a 3 min 17 s      |
| 3.º               | MOVISTAR BEST PC         | a 12 min 52 s     |
| 4.º               | Selección Guatemala      | a 1 h 18 min 30 s |
| 5.º               | CANELS - JAVA            | a 1 h 22 min 31 s |

### Evolución de las clasificaciones
| Etapa | Ganador de etapa             | Clasificación general | Clasificación por puntos     | Clasificación de la montaña | Clasificación de las metas volantes | Clasificación de los jóvenes  | Clasificación por equipos |
| ----- | ---------------------------- | --------------------- | ---------------------------- | --------------------------- | ----------------------------------- | ----------------------------- | ------------------------- |
| 1.ª   | John Borstelman              | John Borstelman       | John Borstelman              | Brian Salas                 | Ignacio Prado                       | Joseph Ramírez                | BTR Racing                |
| 2.ª   | Alejandro Granados(Ciclista) | Luis Daniel Oses      | Alejandro Granados(Ciclista) | Brian Salas                 | Ignacio Prado                       | Alejandro Granados(Ciclista)  | 7C ECONOMY                |
| 3.ª   | Jose Canastuj                | Luis Daniel Oses      | Ignacio Prado                | Brian Salas                 | Ignacio Prado                       | Alejandro Granados (Ciclista) | SELECCIÓN DE GUATEMALA    |
| 4.ª   | Byron Guamá                  | Luis Daniel Oses      | Ignacio Prado                | Brian Salas                 | Ignacio Prado                       | Alejandro Granados (Ciclista) | SELECCIÓN DE GUATEMALA    |
| 5.ª   | Cormac McGeough              | Luis Daniel Oses      | Ignacio Prado                | Brian Salas                 | Ignacio Prado                       | Joseph Ramírez                | SELECCIÓN DE GUATEMALA    |
| 6.ª   | Gabriel Rojas                | Luis Daniel Oses      | Ignacio Prado                | Brian Salas                 | Ignacio Prado                       | Joseph Ramírez                | 7C ECONOMY                |
| 7.ª   | Donovan Ramírez              | Luis Daniel Oses      | Ignacio Prado                | Brian Salas                 | Ignacio Prado                       | Joseph Ramírez                | SELECCIÓN DE GUATEMALA    |
| 8.ª   | Donovan Ramírez              | Luis Daniel Oses      | Ignacio Prado                | Sebastián Moya Ramírez      | Ignacio Prado                       | Joseph Ramírez                | 7C ECONOMY                |
| 9.ª   | Jymmi Santiago Montenegro    | Luis Daniel Oses      | Ignacio Prado                | Sebastián Moya Ramírez      | Ignacio Prado                       | Joseph Ramírez                | 7C ECONOMY                |
| 10.ª  | Pablo Mudarra                | Luis Daniel Oses      | Ignacio Prado                | Sebastián Moya Ramírez      | Ignacio Prado                       | Joseph Ramírez                | COLONO BIKESTATION KOLBI  |

## Categoría
- Datos: Q130294138

## Resultados Oficiales
Estos son los resultados oficiales por etapas.
| Las 10 Etapas                                                                                |
| -------------------------------------------------------------------------------------------- |
| https://fecoci.net/wp-content/uploads/2024/12/RESULTADOS-PRENSA-VCR-2024-ETAPA-1.pdf         |
| https://fecoci.net/wp-content/uploads/2024/12/RESULTADOS-PRENSA-VCR-2024-ETAPA-3.pdf         |
| https://fecoci.net/wp-content/uploads/2024/12/RESULTADOS-PRENSA-VCR-2024-ETAPA-3-1.pdf       |
| https://fecoci.net/wp-content/uploads/2024/12/RESULTADOS-RESULTS-STAGE-4-VCR-2024.pdf        |
| https://fecoci.net/wp-content/uploads/2024/12/RESULTADOS-RESULTS-STAGE-5-VCR-2024-PRENSA.pdf |
| https://fecoci.net/wp-content/uploads/2024/12/RESULTADOS-RESULTS-STAGE-6-VCR-2024-PRENSA.pdf |
| https://fecoci.net/wp-content/uploads/2024/12/RESULTADOS-RESULTS-STAGE-7-VCR-2024-PRENSA.pdf |
| https://fecoci.net/wp-content/uploads/2024/12/RESULTADOS-RESULTS-STAGE-8-VCR-2024.pdf        |
| https://fecoci.net/wp-content/uploads/2024/12/RESULTADOS-RESULTS-STAGE-9-VCR-2024.pdf        |
| https://fecoci.net/wp-content/uploads/2024/12/RESULTADOS-RESULTS-STAGE-10-VCR-2024.pdf       |